# 杵屋五三郎 (3代目)
三代目 杵屋 五三郎（さんだいめ きねや ごさぶろう、1918年（大正7年）12月11日 - 2013年（平成25年）2月2日）は、歌舞伎の長唄三味線方。杵五派家元。位階は従四位。本名は増田 元弘（ますだ ちかひろ）。
秘曲、難曲、大曲など古典の上演、継承に力を入れた。

## 経歴
- 1918年（大正7年） - 東京都文京区本郷に長唄笛方だった望月長之助の次男として生まれる。妹には杵屋五三遊がいる。
- 1933年（昭和8年） - 初代杵屋五三郎に入門。
- 1936年（昭和11年） - 初代杵屋五三助を名乗る。
- 1949年（昭和24年） - 兵役後、山田抄太郎に師事。
- 1978年（昭和53年） - 三代目杵屋五三郎を襲名し杵五派家元となる。
- 1989年（平成元年） - 重要無形文化財「長唄三味線」の保持者に認定（人間国宝）。
- 2005年（平成17年） - 日本芸術院会員
- 2013年（平成25年）2月2日 - 肺炎のため死去[1]。94歳没。

## 主な受賞
- 1960年（昭和35年） - 芸術祭賞奨励賞
- 1973年（昭和48年） - 芸術祭賞大賞
- 1976年（昭和51年） - 芸術祭賞優秀賞
- 1985年（昭和60年） - 松尾芸能賞
- 1986年（昭和61年） - モービル音楽賞
- 1992年（平成4年） - 日本芸術院賞

## 主な栄典・顕彰・他
- 1985年（昭和60年） - 紫綬褒章
- 1989年（平成元年） - 人間国宝
- 1992年（平成4年） - 勲四等旭日小綬章
- 2005年（平成17年） - 日本芸術院会員
- 2013年（平成25年） - 旭日中綬章(追贈)、従四位

## 主な作曲
- 『日月星』
- 『筧の水』